# Fadenia
Fadenia é um género botânico pertencente à família Amaranthaceae.

## Espécies
- Fadenia zygophylloides